# Cefnllys Castle
Cefnllys Castle ist eine abgegangene Höhenburg in Wales. Die Reste der Burg liegen etwa fünf Kilometer östlich von Llandrindod Wells in Powys.

## Geschichte
Möglicherweise befand sich auf dem Höhenzug, auf dem die Burg liegt, bereits ein eisenzeitliches Hillfort, und angeblich wurde der Höhenzug bereits im 10. oder im 12. Jahrhundert von walisischen Herrschern zum Bau einer Befestigung genutzt. Für diese Vermutungen gibt es aber weder archäologische noch schriftliche Belege. Die vorhandenen Reste stammen von einer Burg, die im 13. Jahrhundert als Befestigung der Familie Mortimer, einer anglonormannischen Familie aus den Welsh Marches errichtet wurde. Umstritten ist auch, ob die Burg gleichzeitig auf zwei Hügeln errichtet wurde oder aus zwei Anlagen besteht, von denen die nordöstliche Anlage die ältere ist, die 1262 zerstört wurde, worauf nach 1267 eine neue Burg im Süden des Höhenzugs errichtet wurde.

### Befestigung zur Beherrschung von Maelienydd und Zerstörung 1262
Der nördliche Teil der Burg wurde nach dem erfolgreichen Feldzug König Heinrichs III. nach Wales 1241 bis 1245 durch Roger Mortimer auf Geheiß seines Vaters Ralph de Mortimer errichtet, um die Ansprüche der Familie Mortimer auf das umstrittene Maelienydd zu sichern. Die Burg wurde zum Mittelpunkt der Herrschaft der Familie Mortimer in Maelienydd. Zu Beginn des Englisch-Walisischen Kriegs ab 1262 wurde die Burg kurz vor dem 27. November 1262 von aufständischen Walisern aus Maelienydd erobert. Die Eroberung war wohl Teil einer spontanen lokalen Revolte. Die Torwächter wurden erschlagen, und der Waliser Hywel ap Meurig, der als Constable im Dienst von Roger Mortimer stand, wurde mit seiner Familie gefangen genommen. Danach wurde die Burg niedergebrannt. Um die Revolte niederzuschlagen, stellten Roger Mortimer und Humphrey de Bohun, der Lord von Brecknockshire in ihren walisischen Besitzungen rasch ein Aufgebot auf und zogen nach Cefnllys. Dort trafen sie zu ihrer Überraschung auf ein starkes walisisches Heer unter Fürst Llywelyn von Wales, der zur Unterstützung der Aufständischen nach Süden gezogen war. Das Aufgebot der Marcher Lords wurde rasch geschlagen. Mit den Resten seines Heeres zog sich Mortimer in die Ruine von Cefnllys zurück. Ein Teil der Waliser belagerte daraufhin die Ruine, während das walisische Hauptheer in der Folge Knucklas, Presteigne, Knighton und Norton Castle, die weiteren Burgen von Roger Mortimer in Radnorshire eroberte. Diese Burgen ergaben sich den Walisern bis zum 28. Dezember. Ohne Hoffnung auf Entsatz musste Mortimer mit seinem Cousin Llywelyn Verhandlungen aufnehmen, in denen er erreichte, dass er sich mit seinen Truppen nach Wigmore Castle zurückziehen durfte.

### Neubau und Rolle während der Eroberung von Wales
Im Vertrag von Montgomery, der 1267 den Englisch-Walisischen Krieg beenden sollte, war der Besitz von Maelienydd nicht klar geregelt worden. Roger Mortimer war jedoch der Neubau von Burgen erlaubt worden, so dass er mit dem Wiederaufbau von Cefnllys Castle begann. Fürst Llywelyn betrachtete den Bau jedoch als Provokation und beschwerte sich 1272 beim englischen König über den Bau. Diese und andere Streitigkeiten führten dazu, dass Fürst Llywelyn den Treueschwur auf den neuen englischen König Eduard I. verweigerte, worauf dieser in einem raschen Feldzug 1277 Wales unterwarf. Während des Feldzugs und während des folgenden Feldzugs zur Eroberung von Wales von 1282 bis 1283 wurde die Besatzung der Burg wohl jeweils verstärkt, doch die Burg wurde nicht in Kampfhandlungen verwickelt. Vermutlich nach der Eroberung von Wales wurde ein englisches Borough gegründet, das 1297 Marktrecht erhielt und in dem vor 1304 fünfundzwanzig Burgesses lebten. Die Siedlung entwickelte sich jedoch nicht weiter und war gegen Ende des 14. Jahrhunderts bereits wieder teilweise verlassen.

### Spätere Geschichte und Verfall
Während der Rebellion von Owain Glyndŵr wurde die Burg zusammen mit Clyro Castle, Painscastle und Radnor Castle 1403 verstärkt. 1406 war die Burg jedoch vermutlich von den Rebellen zerstört und die umgebenen Besitzungen geplündert worden. 1425 fiel die Burg als Erbe an Richard von York, der in den 1430er Jahren noch einmal Reparaturen durchführen ließ. Vermutlich wurde während dieser Zeit in der Vorburg ein neues Wohnhaus für den Constable der Burg erbaut, das von dem walisischen Barden Lewis Glyn Cothi besungen wurde. Richards Sohn und Erbe Eduard wurde 1461 englischer König, womit die Anlage an die englische Krone fiel. 1493 wurde die Besatzung abgezogen, vor 1588 war die Burg zur Ruine verfallen. Der Burgstall ist als Scheduled Monument geschützt.

## Anlage
Die Burgstelle liegt auf einem leicht zu verteidigenden, Castle Bank genannten Höhenzug, der in einer Flussschleife nördlich des River Irfon liegt. Bis auf die Nordostseite fällt der Höhenzug zu allen Seiten hin steil ab. Die Reste der Burg erstrecken sich etwa 300 m von Nordosten nach Südwesten. Von der Anlage sind nur Wälle, Gräben und eingestürzte Mauerreste erhalten, die sich über eine Fläche von etwa 356 mal 102 m erstrecken. Die nordöstliche, vermutlich ältere Anlage bestand aus einem runden Turm mit einem Durchmesser von etwa 10 bis 12 m, der von einem rechteckigen, von Mauern umgebenden Burghof von etwa 35 m Durchmesser umgeben war. Vermutlich an der nördlichen und an der östlichen Ecke der Anlage befanden sich Rundtürme, von denen der östliche Turm auch das einfache Burgtor sicherte.
Von der südlichen, wohl jüngeren Anlage sind nur wenige Reste erhalten. Anscheinend war dieser Teil ebenfalls von einer rechteckigen Mauer umgeben. Von der niedriger gelegenen Vorburg im Norden war die Befestigung von einem fünf Meter tief in den Fels gehauenen Graben getrennt. Kern der südlichen Anlage war ein vermutlich rechteckiger Turm, an der Nordwestseite der Mauer befanden sich scheinbar weitere Gebäude. Zwischen den beiden Anlagen befand sich die Vorburg. Dort befand sich vermutlich im 15. Jahrhundert ein hölzernes Wohnhaus für den Verwalter der Burg errichtet. Das kurzlebige englische Borough lag vermutlich südlich der Burg nahe der erhaltenen Kirche St Michael. Möglicherweise erstreckte es sich aber auch nur auf dem Gelände der Vorburg.